# Гюллюдже, Идрис
Идрис Гюллюдже (тур. İdris Güllüce; род. 11 февраля 1950, Пасинлер) — турецкий политик.

## Биография
Родился в городе Пасинлер 11 февраля 1950 года в семье Хюсейина и Сыддыки Гюллюдже. Обучался гражданскому строительству в Техническом университете Йылдыз. Затем изучал организацию управления в Технологическом университете Гебзе, получив в этой области степень магистра.
Работал в строительной сфере в Ливии.
Трижды избирался главой Тузлы. Входил в городской совет Ускюдара. Написал книгу «Проблемы региональных правительств и их решения».
В 2007 году Гюллюдже был избран членом Великого национального собрания. Переизбирался в 2011 году.
26 декабря 2013 года Гюллюдже сменил Эрдогана Байрактара на посту министра окружающей среды и градостроительства.
В честь Гюллюдже назван культурный комплекс, открытый в 2005 году.

### Личная жизнь
Женат, пятеро детей.